# ...and Rescue Me
「...and Rescue Me」（アンド レスキュー ミー）は、Rainy。の1枚目のソロシングルである。2023年8月23日にB ZONEからリリースされた。
元GARNET CROWのAZUKI七が10年ぶりに作詞した。

## 概要
2022年4月13日リリースのシングル「Shooting Star/Find the truth」はRAKURAとのスプリット・シングルであり、Rainy。のソロシングルは本作（CDシングル「...and Rescue Me」）が初めてである。
本楽曲（楽曲「...and Rescue Me」）は、2023年6月28日リリースの1stアルバム「Rainy。UNIVERSE」の一曲目に収録されている楽曲で、読売テレビ・日本テレビ系アニメ『名探偵コナン』の新しいエンディングテーマに起用された。同年6月24日の放送回よりオンエアが始まり、本楽曲も先行配信された。
同年7月8日、本楽曲がシングルカットされ、8月23日にリリースされると発表された。
また、本作の歌詞は、2013年に解散したGARNET CROWのAZUKI七が10年ぶりに作詞した。ただし、Rainy。とAZUKI七が会う機会はなかった。

## リリース

### リリースの形態
初回生産限定盤の一形態でリリースされた。表題曲の他、AZUKI七作詞の新曲「世界は君とはじまる」とGARNET CROWのシングル「夏の幻 (TV size) -Acoustic Cover-」が収録されている。
CD以外に、『名探偵コナン』のエンディング映像と趣向を一致させた江戸川コナンと灰原哀の描き下ろしイラストジャケットカード、表題曲ミュージック・ビデオのオフショット写真を含むブックレット（8ページ）、江戸川コナンと灰原哀のSNSの画面のようなデザインのクリアカード3枚が封入されている。
本作をMusing、あるいはアニメイトで購入した場合限定の特典もあった。
| ショップ   | 特典内容                        | 備考    | 出典  |
| ---------- | ------------------------------- | ------- | ----- |
| Musing     | 名探偵コナン ポストカードセット | 2枚組。 | [ 9 ] |
| アニメイト | 名探偵コナン L判ブロマイド      |         | [ 9 ] |

### リリースまでの経過
2023年5月3日、自身15歳の誕生日となる6月28日に、本楽曲を収録している1stアルバム『Rainy。UNIVERSE』をリリースと発表された。
同年6月10日、『Rainy。UNIVERSE』収録の本楽曲が読売テレビ・日本テレビ系アニメ『名探偵コナン』の新しいエンディングテーマに起用され、6月24日の放送回からオンエアが始まると発表された。あわせて、6月24日に本楽曲の先行配信が始まると発表された。
同年6月15日、one×one新宿ミロード店で実施中の「one×one Wpc. Special POP-UP」とのコラボが決定した。本楽曲のミュージック・ビデオが店内モニターで流れる他、ディスプレイやエスカレーター横のビジョン、店内BGMをRainy。がジャックする。
同年6月17日、本楽曲のミュージック・ビデオのティザーが公開された。
同年6月23日、本楽曲のラジオにおけるパワープレイが決定した。
同年6月24日、『名探偵コナン』におけるオンエアと先行配信が始まったこの日、本楽曲のミュージック・ビデオが公式YouTubeチャンネルにて公開された。
同年7月1日、本楽曲がスペースシャワーTVプラス「ヘビロテ！」7月前半に決定したと発表された。
同年7月5日、本楽曲のミュージック・ビデオが、MUSIC ON! TVがオススメする「M-ON! Recommend」に決定したと発表された。
同年7月8日、8月23日に本作がCDシングルとしてリリースされると発表された。
同年7月15日、本作のジャケットデザインと特典内容が公開された。
同年7月21日、Rainy。が8月26日の『Animelo Summer Live 2023 -AXEL-』に出演することが発表された。
同年7月25日、全国のカラオケ「ビッグエコー」の店頭にて、本楽曲のミュージック・ビデオが放映されると発表された。
同年8月2日、本作のショップ別購入特典が決定した。
同年8月22日、本作のリリースを記念したオンラインサイン会が8月27日に開催されると発表された。

### リリース後
同年8月25日、本作のリリースを記念したイベントが開催されると発表された。9月30日にイオンモール筑紫野の1階ウエストコートにて、10月22日にイオンモール福岡1階ウエストコートにて行われた。

## シングル収録曲
| #         | タイトル                              | 作詞      | 作曲                        | 編曲                        | 時間 |
| --------- | ------------------------------------- | --------- | --------------------------- | --------------------------- | ---- |
| 1.        | 「...and Rescue Me」                  | AZUKI七   | 宮崎京一 清水"カルロス”宥人 | 宮崎京一 清水"カルロス”宥人 | 4:10 |
| 2.        | 「世界は君とはじまる」                | AZUKI七   | tomita                      | 中野領太                    | 3:14 |
| 3.        | 「夏の幻（TV size）-Acoustic Cover-」 | AZUKI七   | 中村由利                    | 増崎孝司                    | 1:29 |
| 合計時間: | 合計時間:                             | 合計時間: | 合計時間:                   | 合計時間:                   | 8:53 |

| 特典内容                                             | 備考        | 出典           |
| ---------------------------------------------------- | ----------- | -------------- |
| 描き下ろしアニメ絵柄 ジャケットカード仕様            |             | 公式サイトより |
| 「…and Rescue Me」MVオフショット写真入りブックレット | 全8ページ。 | 公式サイトより |
| 描き下ろしアニメ絵柄 SNS風クリアカード               | 3枚入り。   | 公式サイトより |

## 楽曲解説
...and Rescue Me
- 読売テレビ・日本テレビ系アニメ『名探偵コナン』のエンディングテーマ（使用期間は2023年6月24日から同年11月18日まで）。
- Rainy。は、デモを聴いた際、最初は水面がゆらゆらと光っているような印象を抱いた。そこにギターが入りリズミカルに、そして「残酷な……」と続くという3段階の変化のある、イントロからインパクトのある楽曲だと感じたという[6][7][21][22][23]。
- 出だしの「残酷なくらい憂鬱な目覚め」など、琴線に触れる歌詞が特徴的で、メロディーも含め聴いていてワクワクするような楽曲だと語った[6]。この「残酷な……」の部分は非常にインパクトのあるフレーズなので、切り捨てるように歌ったという[21]。
- タイトルを意識し、最初の「and Rescue Me」と次の「and Rescue Me」の箇所は、助けてほしいという気持ちの必死の度合いに違いを付けて歌ったという[7]。
- サビに登場する「二人」について様々なことを思い浮かべ、歌詞と同じニュアンスを自分の中で確立させようとした[21][24]。このような豊かな歌詞であったため、レコーディングにはこれまで以上に情景を想像しながら臨んだという[6]。
- 注目してほしいポイントとして、最後のサビの「青い夏の～」のという箇所で一度音が止まり、その後ドラムが入る部分を挙げている。この部分で世界が開けたような瞬間があり、後に続く「⽣きた証刻むように...and Rescue Me」の箇所にピアノの音が入るので、聴く者の心にダイレクトに歌詞が入っていくだろうと語った[6]。
- Rainy。は、全体を見ると夢のようにゆったりしているが、中身に焦点を当てると情熱が燃え盛っている、というイメージで本楽曲を解釈した[21]。抽象的な歌詞であるため、様々な解釈ができて様々な歌い方ができ、そのうえでしっかりとした芯のある内容だと語った[22][23][24]。
- Rainy。曰く、色褪せた情景を思い起こさせる歌詞が、疾走感と切なさのあるメロディと調和した最高の曲である[23]。

世界は君とはじまる
- 表題曲と同じくAZUKI七による歌詞。
- Rainy。は、「…and Rescue Me」は水や空気が揺れているイメージであるのに対し、「世界は君とはじまる」は、炎や情熱が揺らいでいるイメージがあると語った[7][25]。
- またRainy。は、「世界は君とはじまる」というフレーズについて、歌詞の最初に出てくる「太陽」を「君」として捉え、たくさんに「君」に対して世界をはじめることを言って回ることをイメージした[25]。
- Bメロの歌詞は、ため息や呼びかけなど様々なパターンを想像して歌ったという[26]。

夏の幻（TV size）-Acoustic Cover-
- 2000年10月25日リリースのGARNET CROWの5枚目シングルのカバー。原曲は、表題曲と同じく『名探偵コナン』のエンディングテーマに使用されていた。
- Rainy。は、元来「夏の幻」が好きで、本作においてGARNET CROWの曲で何をカバーするか決める際、自分の中でこの曲が旬だったためカバーした[26]。
- 言葉がその順番であることを望んでいるような歌詞や、心境や状況を繊細に描いている歌詞を、Rainy。なりの表現で歌ったものである[25]。
- 公式のTikTokとYouTubeのショート動画に、Rainy。が本楽曲を歌唱したそれぞれ30秒程度の動画が投稿されている[7]。

## ミュージック・ビデオ
本楽曲のミュージック・ビデオは、『名探偵コナン』において本楽曲がエンディングテーマとして使用された最初の日にして先行配信日の6月24日に公式YouTubeチャンネルにて公開された。
映像の中には、『Rainy。UNIVERSE』の初回限定盤に附属するアクリルキーホルダーにあしらわれているキャラクター「サニまる」が登場する。
Rainy。が砂漠の中を1人彷徨っていて、ある日「サニまる」と出会い、相棒として一緒に冒険していくというストーリーで、これからSunny。（ファンの呼称）と一緒に一層羽ばたいていくというメッセージがある。このような、今までのRainy。のMVにはなかったストーリー性のある映像や、CG効果が用いられた表現が特徴的である。Rainy。は、グリーンバックでの撮影に苦労したと語っており、手の動きから表情に至るまで、試行錯誤して演技をしたという。
MVは韓国で撮影された。韓国で撮影するに当たって、韓国側のスタッフが日本語を覚えてきており、Rainy。自身も韓国語を覚えて臨んだ。
| 担当                    | 担当者                                                       | 出典   |
| ----------------------- | ------------------------------------------------------------ | ------ |
| Production              | J2B株式会社                                                  | [ 14 ] |
| 統括 Producer           | Burger. K                                                    | [ 14 ] |
| 企画統括                | Beck                                                         | [ 14 ] |
| Team Management         | JK                                                           | [ 14 ] |
| 3D modeling             | 40, Sejong K                                                 | [ 14 ] |
| Director                | Jinho Park (DEEPCUT)                                         | [ 14 ] |
| 1st Assistant Director  | Younggyun Lee (DEEPCUT)                                      | [ 14 ] |
| Assistant Directors     | Junggyun Woo, Jungha Lee, Junha Lee, Hoin Kim                | [ 14 ] |
| Motion Graphic Designer | Sohyung Choi (DEEPCUT)                                       | [ 14 ] |
| Art Director            | Dayoung Lee                                                  | [ 14 ] |
| Art Assistant           | Jinyoung Lee                                                 | [ 14 ] |
| D.O.P                   | Hanhee Cho                                                   | [ 14 ] |
| Camera Department       | Yeonjin Sung, Sungkwon Yoon, Dowol Eom                       | [ 14 ] |
| Jib Operator            | Seongjae Park                                                | [ 14 ] |
| Gaffer                  | Jungyoung Kim                                                | [ 14 ] |
| Lighting Department     | Jingu Ma, Jinhyuk Ahn, Wooram Kim, Hyunyoung Heo, Dawit Choi | [ 14 ] |

## プロモーション
| 局                    | 枠                                                                                  | 期間                     | 出典   |
| --------------------- | ----------------------------------------------------------------------------------- | ------------------------ | ------ |
| ABSラジオ（秋田放送） | 『まちなかSESSIONエキマイク』ピックアップミュージック                               | 2023年6月26日から6月30日 | [ 13 ] |
| ニッポン放送          | 『オールナイトニッポン』プッシュ曲6月度                                             | 2023年6月26日から6月30日 | [ 13 ] |
| 文化放送              | 「プラスチューン」6月度                                                             | 2023年6月26日から6月30日 | [ 13 ] |
| ぎふチャンラジオ      | 「4月度Pick up!」                                                                   | 7月1日から7月31日        | [ 28 ] |
| FM徳島                | 2023年7月度パワープレイ「MORNING POWERPLAY」                                        | 7月1日から7月31日        | [ 28 ] |
| KNB北日本放送         | 『でるラジ』今週のうた                                                              | 7月3日から7月7日         | [ 13 ] |
| FM福岡                | 2023年7月度「GOW!!Monthly Hits」「Hyper Night Program GOW!!」番組内にて毎日オンエア | 7月3日から7月31日        | [ 28 ] |
| FM愛媛                | 2023年7月度パワープレイ「Fine Music」                                               | 7月3日から7月31日        | [ 28 ] |

| 局                       | 枠                    | 期間                    | 出典   |
| ------------------------ | --------------------- | ----------------------- | ------ |
| スペースシャワーTVプラス | 「ヘビロテ！」7月前半 | 2023年7月1日から7月15日 | [ 15 ] |
| MUSIC ON! TV             | 「M-ON! Recommend」   | 7月16日から8月15日      | [ 16 ] |

| 店                                                   | 期間                    | 備考                                                                             | 出典          |
| ---------------------------------------------------- | ----------------------- | -------------------------------------------------------------------------------- | ------------- |
| 全国のビッグエコー約550店舗                          | 2023年8月1日から8月31日 | 一部モニターの設置がない店舗もある。                                             | [ 18 ]        |
| 「one×one Wpc. Special POP-UP」one×one新宿ミロード店 | 6月27日から7月11日      | 店内モニターにMVが流れる他、ディスプレイやビジョン、BGMもRainy。がジャックする。 | [ 11 ] [ 27 ] |

## チャート成績
シングル「...and Rescue Me」は、2023年8月30日公開のBillboard Japan「Top Singles sale」で初登場27位（全国推定売上枚数 2,712枚）を記録した。
また、2023年9月4日付のオリコン「週間シングルランキング」では、初登場36位を記録した。

## 収録アルバム
- 『Rainy。UNIVERSE』（#1）